# Malchishnik
Malchishnik (russe : Мальчи́шник) est un groupe russe de hip-hop, originaire de Moscou.

## Histoire
Au départ, le producteur et manager Alexey Adamov cherche à former un boys band à succès commercial. Le groupe est conçu comme l'équivalent soviétique des New Kids on the Block, alors très populaires. Adamov recrute cinq jeunes garçons parmi les breakdancers de la rue Arbat. Adamov demande ensuite à Dolphin (Andrey Lisikov), un breakdancer, apprenti auteur-compositeur et ami de Dan, d'écrire quelques paroles pour le groupe. Dolphin est satisfait de son cachet, et alors que Mutabor ne peut s'entraîner lors de la première tournée du groupe en raison de sa cérémonie de mariage, Dolphin accepte de le remplacer. Il rejoint effectivement Malchishnik à l'été 1991.
En 2000, DJ Dan et Mutabor se réunissent pour enregistrer de nouvelles chansons de Malchishnik. Ils citent la nostalgie et le plaisir comme facteurs de motivation. Depuis, durant les années 2000, ils enregistrent et sortent quatre albums studio et un album live. Aucun d'entre eux ne connait de succès ou de couverture médiatique, car ils ne séduisent ni les nouvelles générations de fans de hip-hop, ni le public pop. À cette période, leur label Classic Company est spécialisé dans l'édition de musique shanson, avec Malchishnik comme seul artiste rap.
En 2018, Konstantin Petrov, rédacteur en chef du journal Kommersant de Saint-Pétersbourg, classe les groupes Malchishnik et Kar-Man, ainsi que Lika MC et Mr Maly parmi les groupes de rap qui ne se positionnent pas comme « voix de la rue », mais qui « ont beaucoup fait pour que le hip-hop fasse son entrée à la radio et à la télévision ».
En 2020, Nazar Belykh, rédacteur de l'édition en ligne du journal Komsomolskaya Pravda, qualifie le titre Секс без перерыва de succès folk. 

## Discographie
- 1991 : Поговорим о сексе
- 1992 : Мисс Большая Грудь
- 1994 : Кегли
- 2000 : Сандали
- 2002 : Оглобля
- 2003 : Мальчишник@С.П.Б. Live
- 2004 : Пена
- 2006 : Weekend
- 2022 : Бомба танцпола